# Tartu vald (commune)
Pour les articles homonymes, voir Tartu (homonymie).
La municipalité rurale de Tartu (en estonien : Tartu vald) est une municipalité rurale de la région de Tartu en Estonie. Elle s'étend sur 298,7 km2.
Sa population est de 6 707 habitants au 1er janvier 2012.
En 2017, elle fusionne avec Luunja et Laeva pour former la commune nouvelle de Tartu vald.

## Ancienne commune
La commune comprenait avant 2017 quatre bourgs et quarante villages :

### Bourgs
Kõrveküla - Lähte - Vahi - Äksi

### Villages
Aovere - Arupää - Erala - Haava - Igavere - Jõusa - Kastli - Kikivere - Kobratu - Kukulinna - Kärkna - Kükitaja - Lammiku - Lombi - Maramaa - Metsanuka - Möllatsi - Nigula - Nõela - Puhtaleiva - Pupastvere - Saadjärve - Salu - Soeküla - Soitsjärve - Sojamaa - Sootaga - Taabri - Tammistu - Tila - Toolamaa - Vasula - Vedu - Vesneri - Viidike - Vilussaare - Võibla - Väägvere - Õvi

## Culture et Sites touristiques
Dans le village d'Äksi, où la route Äksi-Kukulinna et la route Tartu-Jogeva-Aravete se rejoignent, un monument commémorant la Guerre d'indépendance de l'Estonie (estonien Vabadussõda) de 1918 à 1920 contre l'URSS y a été érigé.

## Jumelages
Depuis 1996, un partenariat existe avec l'association municipale allemande Amt Gelting (depuis 2008 Amt Geltinger Bucht) en Schleswig-Holstein et depuis 2009 avec la ville finlandaise de Jyväskylä.